# Szlak Lubań-Chobienia
 Szlak Lubań – Chobienia – znakowany szlak turystyczny z Lubania do Chobieni o długości 229,6 km (228,4 km według niektórych wyliczeń). Szlak przebiega przez Pogórze Izerskie, Góry Izerskie, Pogórze Kaczawskie, Równinę Chojnowską i Równinę Legnicką województwa Dolnośląskiego; oznaczony jest kolorem zielonym.

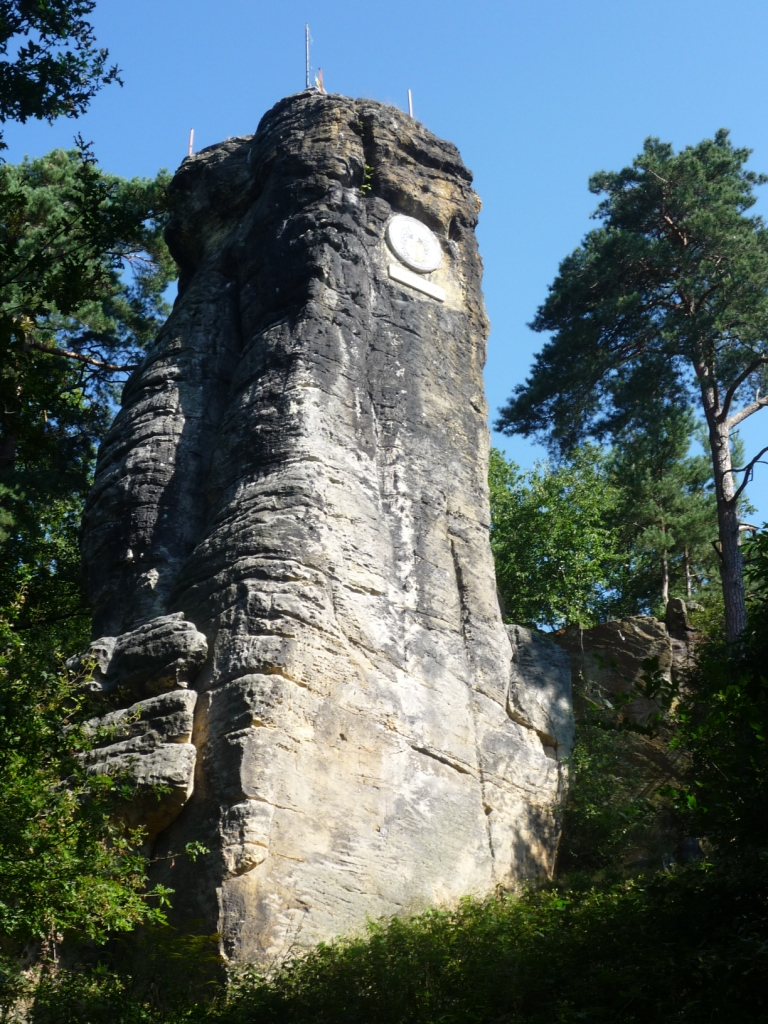
Skała z Medalionem w Skale

42 kilometrowy fragment przebiega przez teren gmin Związku Gmin „Kwisa”: Lubań, Leśną, Mirsk i Świeradów Zdrój. Na trasie znajdują się pomniki przyrody.

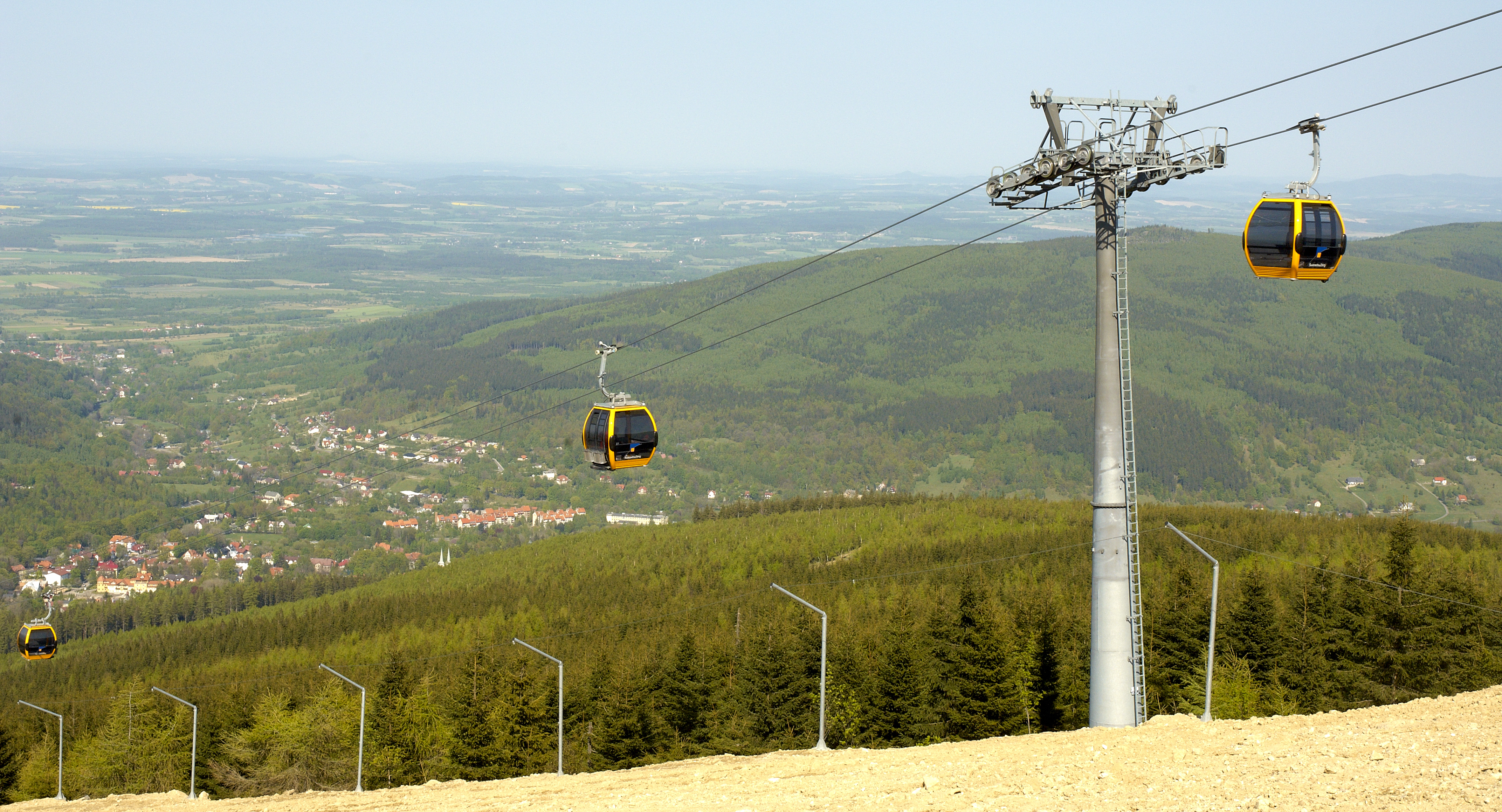
Świeradów Zdrój - kolej gondolowa na Stóg
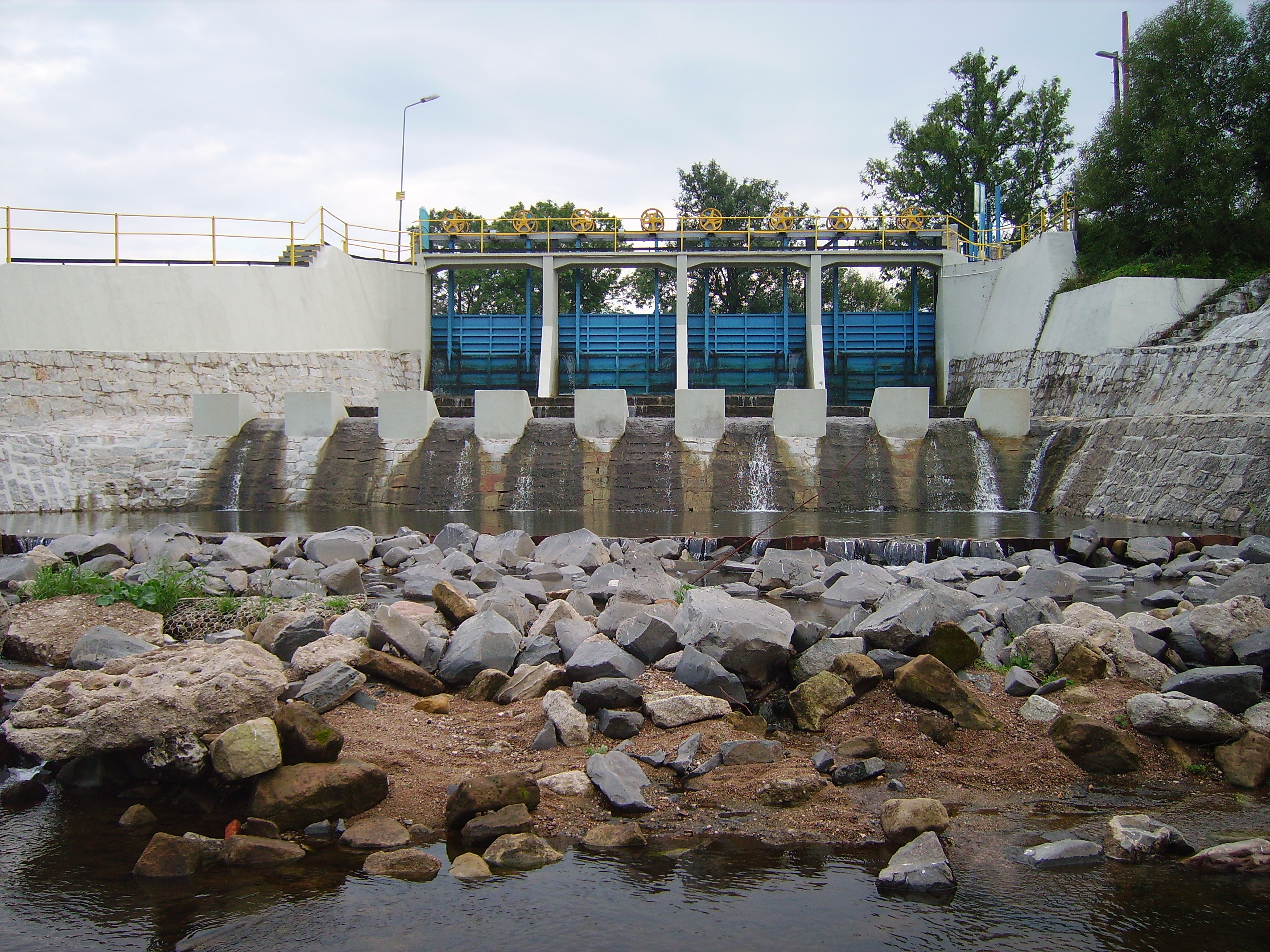
Tama na Bobrze w Kraszowicach
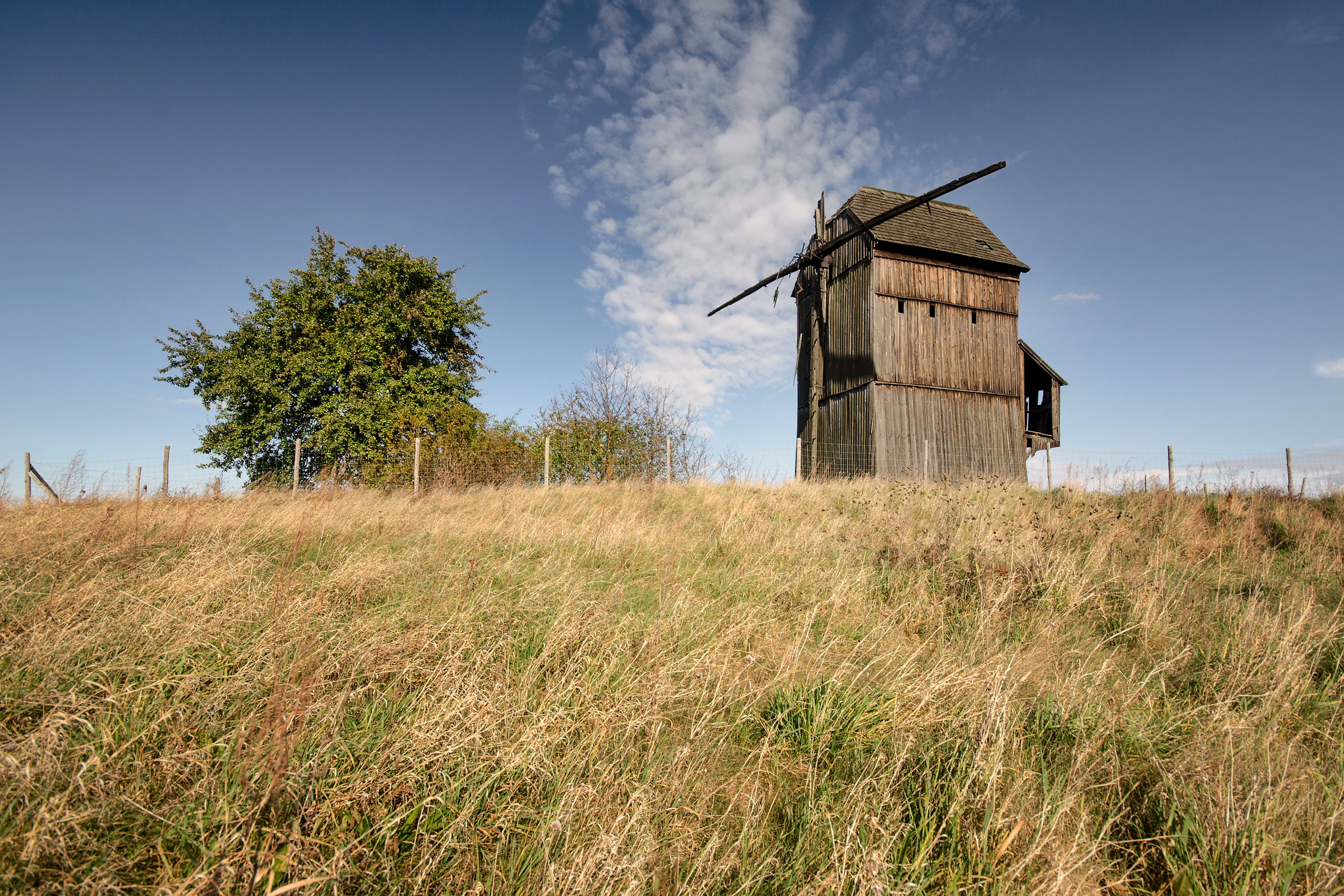
Wiatrak w Chocianowcu
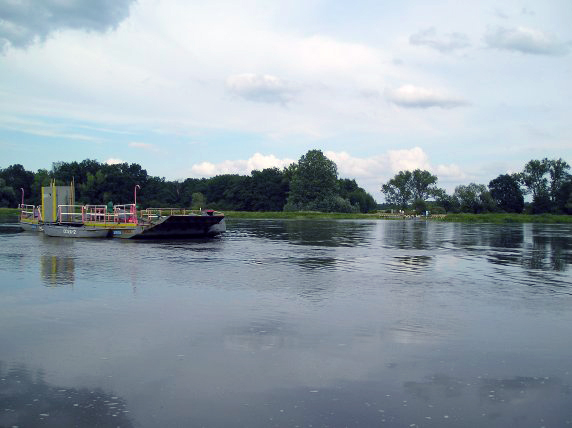
Prom na Odrze w Chobieni

## Przebieg szlaku
Na podstawie turystycznej mapy szlaku:
- 0,0 km Lubań
- 18, 5 km Leśna
- 22,2 km Świecie
- 30,5 km Pobiedna
- 37,2 km Czerniawska Kopa
- 39,8 Smrek
- 41,8 km Stóg Izerski
- 46,6 km Świeradów Zdrój - Czerniawa Zdrój
- 48,7 km Świeradówka
- 51,2 km Świeradów Zdrój
- 59,4 km Gierczyn
- 63,8 km Mirsk - Skarbków
- 65,4 km Mirsk
- 70,9 km Proszówka
- 75,4 km Gryfów Śląski
- 80,8 km Oleszna Podgórska
- 85,0 km Nagórze - Końcówek
- 89,5 km Płóczki Górne
- 94,8 km Lwówek Śląski
- 95,4 km Lwówek Śląski - Stare Miasto
- 97,9 km Lwówek Śląski - Płakowice
- 102,1 km Chmielno
- 105,5 km Skała
- 107,7 km Żerkowice
- 111,2 km Włodzice Wielkie
- 113,8 km Suszki
- 115,0 km Kraszowice
- 123,2 km Bolesławiec - Stare Miasto
- 123,6 km Bolesławiec - Śródmieście
- 124,4 km Bolesławiec - Osiedle Piastów
- 128,8 km Kruszyn
- 132,4 km Kraśnik Górny - Gozdów
- 134,6 km Tomaszów Bolesławiecki - Tomaszów Dolny
- 137,3 km Szczytnica
- 145,0 km Osła
- 151,0 km Modła
- 152,0 km Patoka
- 155,8 km Nowa Kuźnia
- 162,1 km Chocianów
- 168,1 km Chocianowiec
- 191,3 km Krzeczyn Wielki
- 197,2 km Lubin
- 206,5 km Składowice
- 211,9 km Toszowice
- 215,5 km Stara Rudna
- 222,3 km Miłogoszcz
- 229,6 km Chobienia